# Jesús Menéndez
Jesús Menéndez är en ort i Kuba.   Den ligger i provinsen Las Tunas, i den östra delen av landet, 600 km öster om huvudstaden Havanna. Jesús Menéndez ligger 16 meter över havet och antalet invånare är 51 002.
Terrängen runt Jesús Menéndez är platt. Runt Jesús Menéndez är det ganska tätbefolkat, med 72 invånare per kvadratkilometer. Närmaste större samhälle är Puerto Padre, 13,5 km väster om Jesús Menéndez. Omgivningarna runt Jesús Menéndez är en mosaik av jordbruksmark och naturlig växtlighet.